# Maizet
Maizet település Franciaországban, Calvados megyében. Lakosainak száma 364 fő (2022. január 1.). Maizet Amayé-sur-Orne, Avenay, Évrecy, Grimbosq, Mutrécy és Sainte-Honorine-du-Fay községekkel határos.

## Népesség
A település népességének változása:
| Lakosok száma | 164  | 202  | 260  | 281  | 326  | 334  | 363  | 366  | 368  | 364  |
|               | 1968 | 1982 | 1990 | 2006 | 2013 | 2015 | 2017 | 2019 | 2020 | 2022 |